# Ингулец (станция)
Ингулец — грузовая железнодорожная станция 1-го класса Криворожской дирекции Приднепровской железной дороги на линии Кривой Рог — Долинская.

## История
Станция открыта в 1964 году под названием Ингулец-Новый, так как существовала станция Ингулец .
В 1974 году получила нынешнее название Ингулец.

## Характеристика
Расположена в южной части Кривого Рога в микрорайоне Ингулец в 33,7 км от станции Кривой Рог-Западный. Тупиковая станция на участке 116 км — Ингулец линии Кривой Рог — Долинская.
Имеет 12 путей, 3 из которых для приёма грузов, 4 — пустых вагонов. Пропускная способность — 400 вагонов в сутки.
Со станции отправляются пригородные электропоезда по направлению станции Кривой Рог-Главный.
Работает 120 человек. Начальники И. П. Лазебник, В. А. Жадков.
Имеет современное оборудование безопасности движения. Награждена знаком «За безопасность движения» Министерства транспорта Украины.